# Rosa Sabater
Rosa Sabater i Parera (Barcelona, 29 de agosto de 1929 - Mejorada del Campo, 27 de noviembre de 1983) fue una pianista y pedagoga española. Ha sido una de las figuras más relevantes de la escuela pianística catalana de la posguerra. Con un repertorio muy amplio, se especializó en la música española de Isaac Albéniz, Enrique Granados, o Manuel de Falla y de autores contemporáneos como Xavier Montsalvatge y Frederic Mompou. También de autores impresionistas. Recibió la Cruz de San Jorge de la Generalidad de Cataluña en 1983.

## Biografía
Nació en Barcelona el 29 de agosto de 1929, en el seno de una familia de músicos: Su padre, Josep Sabater i Sust, fue el director titular de la Orquesta Sinfónica del Gran Teatro del Liceo durante 40 años. Su madre, Margarida, era profesora de canto. Rosa Sabater estudió composición y piano con su padre y con Frank Marshall –discípulo de Enrique Granados– en la Academia Frank Marshall-Granados. En dicha academia se especializó en música española.

## Debut
El 1942 debutó en el Palacio de la Música Catalana con la Orquesta Ibérica de conciertos bajo la dirección de Hugo Balzer y fue el punto de partida de una carrera internacional brillante con un notable éxito y actuaciones en toda Europa y también en América.

## Colaboraciones con orquestas
Actuó con formaciones catalanas como la Orquesta Ciudad de Barcelona, actual Orquesta Sinfónica de Barcelona y Nacional de Cataluña, Orquesta Ibérica de Conciertos, Orquesta Clásica de Barcelona, Orquesta Filarmónica de Barcelona, Orquesta Sinfónica del Gran Teatro del Liceo de Barcelona, Orquesta de Cámara de Barcelona, Orquesta de Radio Nacional de España de Barcelona, Orquesta de Cámara de la Filarmónica de Barcelona, Orquesta del Festival Manén, Orquesta Jacques Bodmer, Orquesta de Cámara Lluís Millet, Orquesta Sinfónica Catalonia. Además, actuó con otras formaciones españolas como Orquesta Clásica de Madrid, Orquesta Sinfónica de Bilbao, Orquesta Nacional de España, Orquesta Municipal de Valencia, Orquesta Sinfónica de Valencia, Orquesta de Cámara de Canarias, Orquesta de la Sociedad Filarmónica de Las Palmas, Orquesta de Cámara de Madrid, Orquesta Sinfónica de la RTVE de Madrid, Orquesta Sinfónica de Tenerife, Orquesta Filarmónica de Sevilla, y con formaciones internacionales como la Orquesta Lamoureux de París, Orquesta de la Suisse Romande de Ginebra, Orquesta del Concertgebouw de Ámsterdam, Orquesta Philarmonia de Londres, the English Chamber Orchestra, Orquesta Gulbenkian de Lisboa, Orquesta Filarmónica Checa, Orquesta Sinfónica de Praga, Orquesta de cámara “Leos Janacek” de Ostrava (Rep. Checa), Orquesta Philomusica de Londres, Orquesta del Teatro del Casino de Cannes (Francia) y Ensemble Musical de París entre otras.

## Directores
Fue dirigida por catalanes de renombre como Josep Sabater, Joan Pich i Santasusana, Joan Manén, Joan Lamote de Grignon, Eduard Toldrà, R. P. Robert de la Riba, Rafael Ferrer, Gabriel Rodó, Lluís Millet, Antoni Ros Marbà y Ernest Xancó. Y por directores del resto de España como José Ma. Franco, Jesús Arámbarri, Santiago Sabina, Agustín Alamám, José Manuel Izquierdo, Honorio Timoneda, Ataúlfo Argenta, Rafael Frühbeck de Burgos, Enrique García Asensio, Armando Alfonso, Luis Izquierdo, Odón Alonso, Benito Lauret, Pedro Pírfano y José Luis García Asensio. 
También actuó bajo la dirección de batutas internacionales como Simon Rattle, Hugo Balzer, Conrad Bernhard, Napoleone Annovazzi, Jaques Bodmer, Louis de Froment, Jasha Horenstein, Pierino Gamba, Rafael Kubelik, Heidi Salquin, Karl Rucht, Eugen Jochum, Niels Grön, Gerard Devos, Vaclav Smetacek, Jouzas Domarkas, Zdenek Dejmek, Zdenek Kosler, Bernard Klee y Heinz Fricke.

## Colaboraciones
Colaboró con músicos como Conchita Badía, Montserrat Caballé, Carme Bustamante, Alicia de Larrocha, Joan Torra, Jaime Padrós, Carmelo Bernaola, Enrique Santiago, Emilio Navidad, Marçal Cervera, Lluís Claret, Radu Aldulescu, Reine Flachot, Pedro Corostola, Ernest Xancó, Gonçal Comellas, Agustín León Ara, Montserrat Cervera, Xavier Turull, Jan Poda y Agustín Palomares.

## Jurado en concursos internacionales
Fue jurado en diversos concursos: Premio Jaén (1972-1982), Concurso Internacional de Piano de Santander "Paloma O'Shea" (1982), José Iturbi de Valencia (1982), Frédéric Chopin de Mallorca (1983), Reina Sofía de Madrid (1979), Beethoven de la Radio Nacional de España (1970), Ciudad de Manacor (1976), Orense (1966 y 1969), JJMM de Sabadell (1969-1970).

## Pedagogía en cursos musicales
Fue profesora de piano y de música de cámara de los cursos internacionales de Santiago de Compostela junto a personalidades relevantes como Frederic Mompou, Andrés Segovia, Enric Ribó o Gaspar Cassadó durante los años 1967-1983. También impartió clases en los Cursos Internacionales Manuel de Falla de Granada (1976-1983). También en el I Curso de interpretación de Música de Cámara en Camprodón (1982) y en el II Curso de interpretación de Música de Cámara en la Espluga de Francolí (1983). 
Fue docente del conservatorio de Friburgo de Brisgovia (Alemania) donde fue profesora de 1975 a 1983.

## Estrenos musicales
Estrenó diversas obras: “Juventus, Op. A-5” de Joan Manén (1945), “Duero” de M. Gomis (1949), “Himnari” de Antoni Besses (1975) y “Bela Bartok- I Omenaldia” de Carmelo Bernaola (1981).

## Reconocimientos
- Cruz de San Jorge de la Generalidad de Cataluña (1983).
- Premio de la SGAE a título póstumo (1984).
- Socio de Honor de la Associació de Cultura Musical de Barcelona (1980).
- Aceituna de oro del Ayuntamiento de Jaén.
- El concurso internacional de Piano Premio Jaén otorga el reconocimiento Premio Rosa Sabater, que se concede al mejor intérprete de música española.

## Muerte
Su último concierto en el Palacio de la Música Catalana fue el 7 de octubre de 1983, con el Concierto para piano n.º 3 de Beethoven, bajo la dirección del maestro Heinz Fricke.
A la 1:04 h del 27 de noviembre de 1983, la pianista, que por entonces vivía en Alemania, pereció en el vuelo 11 de la aerolínea colombiana Avianca procedente de Frankfurt con escala en París, Madrid y Caracas, con destino Bogotá. En los últimos segundos antes de aterrizar en el aeropuerto de Madrid, el avión sorprendentemente comenzó a perder altura, precipitándose contra el suelo y posteriormente explosionó en el término municipal de Mejorada del Campo (Madrid) causando la muerte de 183 personas, entre ellas Rosa Sabater. Sobrevivieron 11 personas, de ellos 4 niños.   Sus restos mortales descansan en el cementerio de los Capuchinos de Mataró (Barcelona).